# USS LST-900
O USS LST-900 foi um navio de guerra norte-americano da classe LST que operou durante a Segunda Guerra Mundial.